# Carpholithia cinerea
Carpholithia cinerea là một loài bướm đêm trong họ Noctuidae.